# Lijst van voetbalinterlands Duitse Democratische Republiek - Zwitserland
Deze lijst van voetbalinterlands is een overzicht van alle officiële voetbalwedstrijden tussen de nationale teams van de Duitse Democratische Republiek en Zwitserland. De landen speelden in totaal vijf keer tegen elkaar. De eerste ontmoeting, een vriendschappelijke wedstrijd, werd gespeeld in Karl-Marx-Stadt op 8 maart 1978. Het laatste duel, een kwalificatiewedstrijd voor het Europees kampioenschap voetbal 1984, vond plaats op 12 oktober 1983 in Oost-Berlijn.

## Wedstrijden
| № | Plaats          | Datum           | Competitie           | Wedstrijd                                    | Uitslag |
| - | --------------- | --------------- | -------------------- | -------------------------------------------- | ------- |
| 1 | Karl-Marx-Stadt | 8 maart 1978    | Vriendschappelijk    | Duitse Democratische Republiek – Zwitserland | 3 – 1   |
| 2 | Sankt Gallen    | 5 mei 1979      | EK 1980 kwalificatie | Zwitserland – Duitse Democratische Republiek | 0 – 2   |
| 3 | Oost-Berlijn    | 13 oktober 1979 | EK 1980 kwalificatie | Duitse Democratische Republiek – Zwitserland | 5 – 2   |
| 4 | Bern            | 14 mei 1983     | EK 1984 kwalificatie | Zwitserland – Duitse Democratische Republiek | 0 – 0   |
| 5 | Oost-Berlijn    | 12 oktober 1983 | EK 1984 kwalificatie | Duitse Democratische Republiek – Zwitserland | 3 – 0   |

## Samenvatting
| Competitie        | Totaal gespeeld | Winst DDR | Gelijk | Winst Zwitserland | Doelsaldo DDR – Zwitserland |
| ----------------- | --------------- | --------- | ------ | ----------------- | --------------------------- |
| EK-kwalificatie   | 4               | 3         | 1      | 0                 | 10 − 2                      |
| Vriendschappelijk | 1               | 1         | 0      | 0                 | 3 − 1                       |
| Totaal            | 5               | 4         | 1      | 0                 | 13 − 3                      |

Wedstrijden bepaald door strafschoppen worden, in lijn met de FIFA, als een gelijkspel gerekend.

## Details

### Eerste ontmoeting
| Vriendschappelijk (Karl-Marx-Stadt, Duitse Democratische Republiek, 8 maart 1978): |              | |
| Duitse Democratische Republiek | 3 – 1        | Zwitserland |
| Hans-Jürgen Riediger 4' Martin Hoffmann 25' Martin Hoffmann 40' | goals        | 32' Claudio Sulser |
| Georg Buschner | bondscoach   | Roger Vonlanthen |
| Jürgen Croy Hans-Jürgen Dörner Detlef Raugust Konrad Weise Gerd Weber Reinhard Häfner Jürgen Pommerenke Joachim Müller 46' Hans-Jürgen Riediger Werner Peter Martin Hoffmann                                                                             | opstellingen | Erich Burgener Pierre-Albert Chapuisat Marcel Parietti Jörg Stohler Pius Fischbach René Botteron Christian Gross Umberto Barberis Roger Wehrli Claudio Sulser Rudolf Elsener |
| Hartmut Schade 46' | wissels      | |
| - Debuut van Detlef Raugust (FC Magdeburg) en Werner Peter (Chemie Halle) voor de Duitse Democratische Republiek. - Debuut van Marcel Parietti (Lausanne Sports), Christian Gross (Lausanne Sports) en Roger Wehrli (Grasshopper-Club) voor Zwitserland. |              | |

### Vijfde ontmoeting
| EK 1984 kwalificatie (Oost-Berlijn, Duitse Democratische Republiek, 12 oktober 1983):                                                                                  |              | |
| Duitse Democratische Republiek | 3 – 0        | Zwitserland |
| Hans Richter 18' Rainer Ernst 37' Joachim Streich 37' | goals        | |
| Bernd Stange | bondscoach   | Paul Wolfisberg |
| Bodo Rudwaleit Rüdiger Schnuphase Ronald Kreer Rainer Troppa Uwe Zötzsche Jürgen Raab 72' Rainer Ernst Christian Backs Wolfgang Steinbach Joachim Streich Hans Richter | opstellingen | Roger Berbig Roger Wehrli Beat Rietmann André Egli 70' Raimondo Ponte Alain Geiger Lucien Favre Heinz Hermann 70' Claudio Sulser Umberto Barberis Manfred Braschler |
| Ralf Minge 72' | wissels      | 70' Beat Sutter 70' Jean-Paul Brigger |
| Christian Backs 36' | gele kaarten | 33' Claudio Sulser |